# Irena Zakrzewska
Irena Zakrzewska (ur. 1940) – polska naukowiec, diagnosta laboratoryjny, profesor nauk medycznych.

## Życiorys
W 1986 pod kierunkiem doc. dra hab. Jana Prokopowicza z Zakładu Diagnostyki Klinicznej Akademii Medycznej w Białymstoku obroniła pracę doktorską "Izoenzymy i inhibitory alfa-amylazy w ostrym zapaleniu trzustki" uzyskując stopień naukowy doktora nauk medycznych. W 1986 na podstawie osiągnięć naukowych i złożonej rozprawy pt. "Alfa-amylaza granulocytów człowieka" otrzymała stopień naukowy doktora habilitowanego nauk medycznych. W 2003 uzyskała tytuł profesora nauk medycznych. Posiada specjalizację z analityki klinicznej.
Była zatrudniona w Zakładzie Laboratoryjnej Diagnostyki Klinicznej UMB.
Odznaczona Złotym Krzyżem Zasługi.